# Metal Storm
Metal Storm er et revolutionerende våbensystem i stand til at affyre tusindvis af projektiler i sekundet.
Projektilerne affyres én efter én, men så hurtigt at første projektil stadig er i piben når andet projektil affyres
Denne form for våben giver store muligheder indenfor enhver form for angreb – men også nye muligheder indenfor forsvar, f.eks mod missiler.

## Teknologi og konstruktion
Metal Storm er ikke bygget op med et traditionelt magasin, udløsermekanismer etc.
I stedet er her tale om en enkelt pibe, fyldt op med projektiler, som ligger på række indeni piben. Mellem hver projektil ligger en lille krudtladning, som antændes af et elektrisk signal, når operatøren trykker på aftrækkeren. Projektilerne bliver affyret ligeså hurtigt som strømmen løber, og derfor er det muligt at opnå ekstreme skudrater.
En enkelt pibe kan i teorien affyre 120.000 projektiler i minuttet. Systemet er opbygget således, at man kan sætte flere piber sammen, og forsøg med op til 36 piber har vist affyringsrater svarende til 1.620.000 affyrede projektiler i minuttet. Husk dog på at dette er den teoretiske mængde, ganget op ud fra et mere retfærdigt testresultatet med 270 affyrede projektiler på en hundrede del af et sekund.

## Anvendelse
Systemet kan anvendes på mange forskellige platformer; håndvåben, maskingeværer, artilleri etc.
Systemet bygges, så det passer til hver våbentype, f.eks få piber til et lille håndvåben og flere piber og projektiler til et stort artillerianlæg.